# في ليلة سفر (فلم)
في ليلة سفر فيلم تراجيدي عراقي من إنتاج 1990.

## أحداث الفيلم
تتمحور أحداث الفيلم حول امرأة تعيش حياة فتور مع زوج كئيب و شكوك، فتحاول أن تكسر هذا الجمود في حياتها بتحقيق ذاتها.

## طاقم العمل

### تأليف
- أحمد قباني.

### إخراج
- بسام الوردي.

### مونتاج
- حسين الجبة.

### تصوير
- حاتم حسين كاظم.

### ممثلون
- هند كامل.
- آسيا كمال.
- راسم الجميلي.
- يوسف العاني.
- بهجت الجبوري.
- مقداد عبد الرضا.

## روابط خارجية
- مقالات تستعمل روابط فنية بلا صلة مع ويكي بيانات